# 錢如京
錢如京（1478年—？），字公溥，號桐溪，直隸安慶府桐城縣人，民籍，明朝政治人物。

## 生平
弘治十一年（1498年）戊午科應天府鄉試第五十名舉人。弘治十五年（1502年）中式壬戌科會試第二百七十一名，三甲第五十八名進士。授海盐知县。擢拔為监察御史，升迁副使，充天津兵备道。後任兵部侍郎兼左副御史，总督两广军务，平息少數民族的土司糾紛。歷官南京户部尚书、刑部尚书。晚年多病辭歸。定居桐城县城桐溪。卒葬于县城西门内山坡东麓。

## 著作
著有《钟庆堂集》。
曾在家鄉建“大司徒坊”，至今尚存。

## 家族
曾祖錢惠；祖父錢純；父錢鸞，府經歷。母方氏。具庆下。兄钱山。弟钱如幾。